# Pseudogeloius marolintae
Pseudogeloius marolintae är en insektsart som beskrevs av Marius Descamps och Wintrebert 1966. Pseudogeloius marolintae ingår i släktet Pseudogeloius och familjen Pyrgomorphidae. Inga underarter finns listade i Catalogue of Life.